# Владичански двор у Канади
Владичански двор у Канади се налази у непосредној близини Манастира Светог Преображења Господњег у Милтону.
У овом здању налази се седиште Епархије канадске на челу са митрополитом канадским Митрофаном.

## Првобитни владичански двор
Након што је 14. октобра 1984. године хиротонисан за првог епископа канадског, прва брига епископа Георгија и Епархијског савета била је куповина одговарајућег резиденцијалног и административног центра за епархију. Том приликом, формирана је комисија у следећем саставу: Драгомир Коча Радојковић, Јово Боровић, адвокат Миле Обрадовић, о. Стево Стојсављевић и о. Михајло Додер. Одбор је 2. фебруара 1985. проширен на цео Епархијски савет. Здање на адреси 5A Stockbridge Avenue у Етобику (тада засебан град а данас западни део Торонта) пронађено је за кратко време. На састанку одржаном 2. априла 1985. године одлучено је да се резиденција откупи. Резиденција је испунила све услове постављене на састанку одржаном у Нијагари 12. августа 1985. године. Резиденција је купљена за 235.000 долара у знак захвалности власнику Миодрагу Марковићу који је пре куповине пружио гостопримство новопридошлом владици у кући на адреси 6 Milburn Drive у Етобику.
Епископски двор поред пет спаваћих соба, дневне собе, трпезарије, кухиње и комплетних канцеларијских објеката имао је и прелепу Капелу Света Три Јерарха у подруму коју је добровољно саградило Удружење српско-канадских занатлија док је иконографију иконописао јеромонах Павле (Калањ) из Манастира Градиште. Освећење капеле извршио је 15. фебруара 1986. године епископ банатски Амфилохије уз саслужење епископа Георгија, епископа нишког Иринеја, епископа источноамеричког Христофора, епископа грчке архиепископије Сотирија (Атанасуласа) и петнаест свештеника из Канаде и Сједињених Америчких Држава. Кумови капеле били су Гојко и Евгенија Кузмановић са породицом.
У част патријарха српског Павла је 19. октобра 1992. године одржан пријем у овом двору коме су присуствовали и чланови делегације Српске православне цркве: митрополит црногорско-приморски Амфилохије, митрополит средњозападноамерички Христофор, митрополит новограчанички Иринеј, епископ жички Стефан, епископ нишки Иринеј, епископ источноамерички Митрофан као и бројно свештенство и верски достојанственици свих етничких заједница Торонта. Остале званице су били представници српских политичких и културних група из целе Канаде. Домаћин пријема је био епископ канадски Георгије. Идућег дана је патријарх Павле одржао конференцију за штампу у салону двора.

## Садашњи владичански двор
Питање градње новог двора покренуто је 1988. године одмах након освећења земљишта од двадесет хектара на ком је Манастир Светог Преображења Господњег изграђен. Архитекта зграде била је Марија Јовин уз помоћ главног пројектанта инж. Бранка Џелетовића и протомајстора Бранка Бурсаћа. Дворска фасада, поред симбиозе савремених и византијских архитектонских и декоративних елемената, попримила је и елементе српских средњовековних манастира (бифоре и трифоре). На крову двора се налази светосавски крст. Градња двора почела је 1. марта 1993. године. Троспратни двор је осветио митрополит дабробосански Николај, 7. августа 1994. године. Градња двора завршена је почетком фебруара 1995. године. Кум двора био је Илија Ракановић из Кембриџа.
Након изградње, придворна капела Света Три Јерарха је измештена из првобитног двора у нови двор где се налази на горњем спрату. Нова капела је освећена на дан славе капеле, на Света Три Јерарха 12. фебруара 1995. године. Чин освећења извршили су епископ канадски Георгије, епископ источноамерички Митрофан и епископ западноамерички Јован. Кум капеле био је Бранко Пајић из Ванкувера. Живопис капеле је дело Драгомира Драгана Марунића и његовог сина Немање Марунића. Рад на живопису завршен је почетком 2006. године. Сачуване и пренесене су и фреске живописане на гипсанокартонским плочама старог двора.
На главном спрату двора, поред пријемног дела, манастирске трпезарије и издвојених епархијских канцеларија, опремљена је мала сала за састанке која се врло лако може преуредити у изложбени простор. У доњем делу двора смештена је и велика сала о којој брине манастирско Коло српских сестара. У сали се одржавају даће и парастоси као и бројни културни догађаји које организује епархијска издавачка кућа Источник. У двору се налази и књижара.
Испред двора се налази спомен-фонтана посвећена Николи Тесли, постављена поводом 150 година његовог рођења и пуштена у рад на Епархијском дану 16. јуна 2006. године. Фонтана, направљена да подсећа на Теслин патент 1113716 из 1914. године, израђена је захваљујући прилозима верника Епархије канадске. Фонтану је освештао епископ Георгије на Манастирском сабору 12. августа 2007. године. Том приликом је гостовао и беседио епископ тимочки Јустин.
У октобру 2009. године је, непосредно поред владичанског двора, изграђено ново здање у коме се налази епархијски музеј, архива и библиотека са десет хиљада књига. Близу двора налази се и кућа намењена умировљеним епископима канадским.
Двор је реновиран почетком 2017. године захваљујући Ребеки Мекдоналд која је том приликом награђена и звањем ктитора манастира.

## Галерија
- Спомен-фонтана посвећена Николи Тесли испред владичанског двора
- Спомен-плоча испред спомен-фонтане
- Пријемни део двора
- Владика Митрофан са представницима Грузијске православне цркве испред придворне капеле
- Књижара и сувенирница